# Sint-Jan Baptistkerk (Tiewinkel)

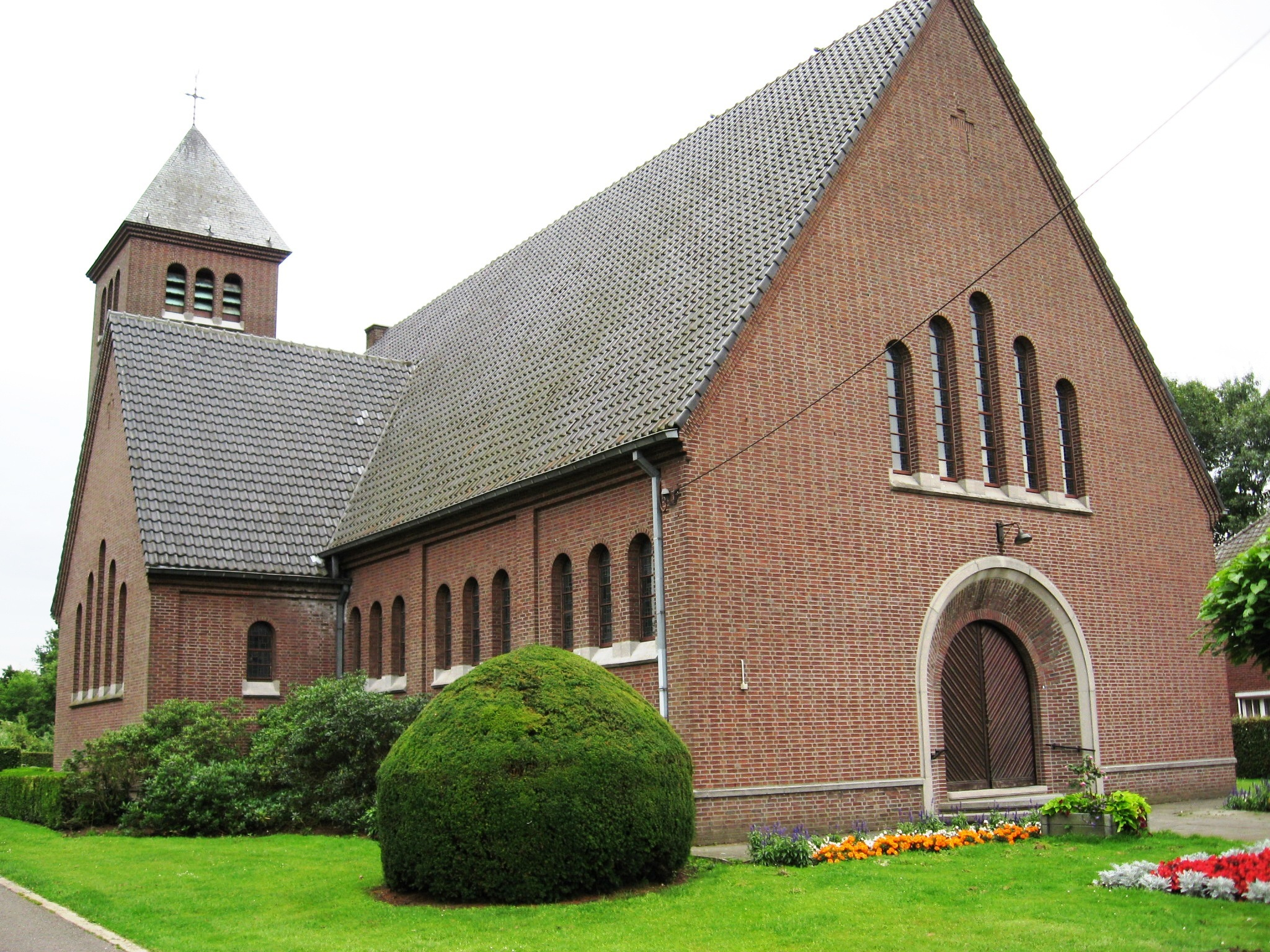
Sint-Jan Baptistkerk

De Sint-Jan Baptistkerk is de parochiekerk van Tiewinkel, een kerkdorp van Lummen.
Het aan de Sint-Janstraat gelegen kerkgebouw is een bakstenen kerkgebouw uit 1953-1954. De zich naast het koor bevindende vlakopgaande vierkante toren wordt gedekt door een tentdak.
De kerk bezit een 18e-eeuwse zilveren kerk, en een koperen godslamp en intreebel, vervaardigd door Paul Lateur. Koor, preekstoel, communiebank en altaar zijn deels uitgevoerd in zwart en grijs marmer. Er zijn drie klokken, gewijd aan respectievelijk Sint-Lambertus (1830), Sint-Jan (1957) en Maria (1956).